# 山西煤銷
37°51′50″N 112°33′25″E / 37.86388°N 112.55700°E
山西煤炭运销集团有限公司，簡稱山西煤銷，前身是於1983年由山西省人民政府設立、身兼行政职能与经济职能的特殊企业山西省煤炭运销总公司（简称山西煤运），其後於2007年改制。
現時業務在國內經營煤炭物流营销、焦炭化工、装备制造、房地产、贵金属，而旗下上市公司包括太原理工天成科技股份有限公司、必美宜集團有限公司（以上全部出售）。總部位於中国山西太原开化寺街82号，而邮政编码為030002，而董事長和總裁為劉建中。
2012年7月，公司首次入选财富世界500强，排名447位。
2013年，山西煤炭运销集团有限公司和山西国际电力集团有限公司合并重组，成立了晋能有限责任公司（现称晋能集团有限公司）。其首任董事长刘建中，曾同时兼任山西煤销和山西国电董事长。

## 山西煤运
20世纪80年代，中华人民共和国的城市工业以计划经济为主。当时，山西省的煤矿大致可分为国有统配煤矿和地方乡镇煤矿两部分，而煤炭外销主要依靠铁路。国有统配煤矿的铁路运输计划直接分配到各个煤矿；地方乡镇煤矿共有3000万吨铁路运输计划，由山西省计委直接控制，各个煤矿自行疏通销售渠道的各个环节，销售费用高昂。
1983年10月，山西省组建了山西省煤炭运销总公司，负责对山西省除国有统配煤矿之外的所有地方煤矿实行统一计划和销售，山西省计委则把3000万吨铁路运输计划全部交给山西煤运公司。公司成立初期通过煤炭运销业务获取效益。
80年代中期，山西省地方乡镇煤矿价格远低于国有统配煤矿，为了调节地方煤炭工业价格，山西省将多项政策捆绑起来。经国务院批准，1986年起，山西省地方乡镇煤矿从铁路外运出省的煤炭，每吨向用户加收人民幣20元能源基地建设基金（简称能源基金）；1989年起，山西省公路外运煤炭亦开始征收能源基金；1989年起，山西省人民政府向外运煤炭另征收每吨人民幣10元的煤炭生产补贴款；1991年，增加每吨人民幣5元维持简单再生产费用（简称维简费）、人民幣2元水资源费。
掌握了全省地方煤炭外运铁路计划的山西煤运公司承担了征收能源基金等费用的职能。为了支持山西煤运公司全额征收能源基金，1986年山西省人民政府第25号文件规定，山西煤运公司对地方煤矿外销业务实行统一价格、统一合同、统一票据、统一计量和统一结算。该文件强化了山西煤运公司在煤炭运销行业的垄断地位。此后的近二十年，山西煤运公司的收入主要包括正常的经营收入、两费收入和能源基金的相关收入。
2000年初，山西煤运公司提出了“双向合同、统一结算、全面经销、提价增效”的公路煤炭经销模式。以乡宁县煤炭运销公司为例，煤运公司根据各矿的煤质、流向、交通、道路等状况，确定煤矿最低保护价以及对外销售挂牌价，并按保护价与煤矿签订购销合同，按挂牌价与客户签订供销合同。“双向合同”签订后，县煤运公司向煤矿预付50%的货款，月底核对运量后进行统一结算。
2003年，生产补贴和专项维简费停止征收。

## 山西煤销
2007年1月17日，山西省人民政府94次常务会议通过了《关于山西煤炭运销总公司改制重组的意见》，决定注销山西省煤炭运销总公司及所属11地市分公司，同时将原煤运系统整体改制重组，成立由煤运总公司及11地市分公司共同出资的“山西煤炭运销集团有限公司”及市、县（区）子公司。2007年7月20日，山西煤炭运销集团挂牌成立。
2007年，能源基金停止征收，改为可持续发展基金，并由地方税务局负责征收。这极有可能对各地煤运公司的生存面临巨大的压力。不过，各地煤运公司还继续依靠在公路设卡和铁路计划提报权，按过去的标准收费。这引起了煤炭生产企业和用户的不满。针对此问题，2007年5月下旬，由国务院办公厅、发改委、财政部等部门组成联合调查组，在朔州、长治、晋中、太原等地调研。2007年8月，山西省物价局出台《关于整顿和规范全省煤炭运销系统收费的通知》，取缔山西全省煤运公司的滥收费项目，但考虑到山西煤运系统改制重组和企业过渡的需要，规定煤运公司对铁路运输和公路外运的煤炭可收取每吨煤炭价格2.5%的运销服务费；通过公路运输的，地方煤运公司向煤矿收取1.5%的管理费；通过火车运输的煤炭经营费用，向煤矿收取4%的代销费（3%的管理费和1%的损耗费）。
2008年6月，山西省经济和信息化委员会下发《关于进一步加强全省煤炭运销宏观调控的通知》，“决定在全省范围，对除国有重点煤炭企业和中外合资煤矿以外的其他煤矿，通过公路出省销售的煤炭实施双向合同、统一经销政策，统一由省煤炭运销集团公司及所属市、县公司与省外用户和煤矿分别签订公路煤炭购销合同；凡未与煤炭运销集团公司及所属市、县公司签订购销合同的煤炭，不得通过公路出省销售。”这一规定使各地煤销公司重现生机。为了防止煤炭用户不经过煤运公司购买煤炭，煤运公司还会派专人到用煤单位监督。监管人员会要求进厂运煤车出示山西煤炭运销集团的票据，没有这一票据的车不许进厂。
2009年，山西煤矿整合开启，借此机会，山西煤炭运销集团公司由行政收费公司向一个有实体经营业务的企业转变。截至2011年底，山西煤销集团整合煤矿448座，保留煤矿163座，南至运城，北至大同，西至吕梁，东至阳泉，山西省内所有地市均分布有山西煤销集团的煤矿。
2011年，山西煤销意图借太工天成之壳上市。山西省煤炭运销集团部署各市级公司成立“聚晟能源有限公司”，聚晟能源为山西煤运集团各市级公司的下属公司，主要作为集团上市的资产整合平台，将整合各煤运公司的铁路业务及部分煤矿。然而由于对平遥煤运等公司的重组遭遇挫折，公司未能如期借壳上市，不得不引入乐山盛和稀土股份有限公司全体十名股东作为重组方，对太工天成进行重大资产重组。
2013年，山西煤炭运销集团有限公司和山西国际电力集团有限公司合并重组，成立了晋能有限责任公司（现称晋能集团有限公司）。
2014年11月底，山西省颁布山西省煤炭焦炭公路销售体制改革方案。从同年12月1日起，晋能集团有限公司（山西煤炭运销集团有限公司）失去了代省政府行使的煤炭、焦炭公路运销管理行政授权，同时也失去了遍布全省的煤焦公路检查站、稽查点。山西煤销对山西省公路煤炭销售业务的垄断从此终结。